# TinyURL
TinyURL è un servizio web che permette di convertire lunghi indirizzi web in brevi URL, accorciandoli quindi in un link di pochi caratteri; l'uso di URL corti permette di semplificare il copia-incolla dei collegamenti multimediali nelle e-mail o nelle conversazioni di messaggistica istantanea.
Ad esempio,
```
http://tinyurl.com/5rsw4
```

restituisce
```
http://it.wikipedia.org/wiki/Pagina_principale
```

cioè la pagina principale di Wikipedia in lingua italiana.
Lanciato nel gennaio 2002, il servizio è stato sviluppato da Kevin Gilbertson.